# ضد تائوروس
ضد تائوروس (به یونانی:Αντίταυρος ، به لاتین:Anti-Taurus,ANTITAVRVS ، قسمت غربی آن امروزه توسط ترک ها Aladağlar خوانده می شود) زنجیره مرکزی رشته کوه های ارتفاعات ارمنستان است که از غرب به شرق از طریق غرب عبور می کند ارمنستان موازی با برج ثور ارمنی. ضد تائوروس از دو قسمت غربی و شرقی تشکیل شده است. در غرب ،  ضد تائوروس از شمال تائوروس کیلیکیان خارج می شود ، و با عبور از مرکز فلات ارمنستان ، با قله های آرارات در شرق به پایان می رسد. بلندترین نقطه کوه ضد تاوروس کوه آرارات است که بلندترین قله ارتفاعات ارمنستان و کل ترکیه و همچنین بلندترین کوه جهان از پا تا تاج (نسبت به دشت) ، ارتفاع ارتفاع است. مخروطی از سطح دریا 5165 متر است ، فاصله از پا تا بالا - 4365 متر است.

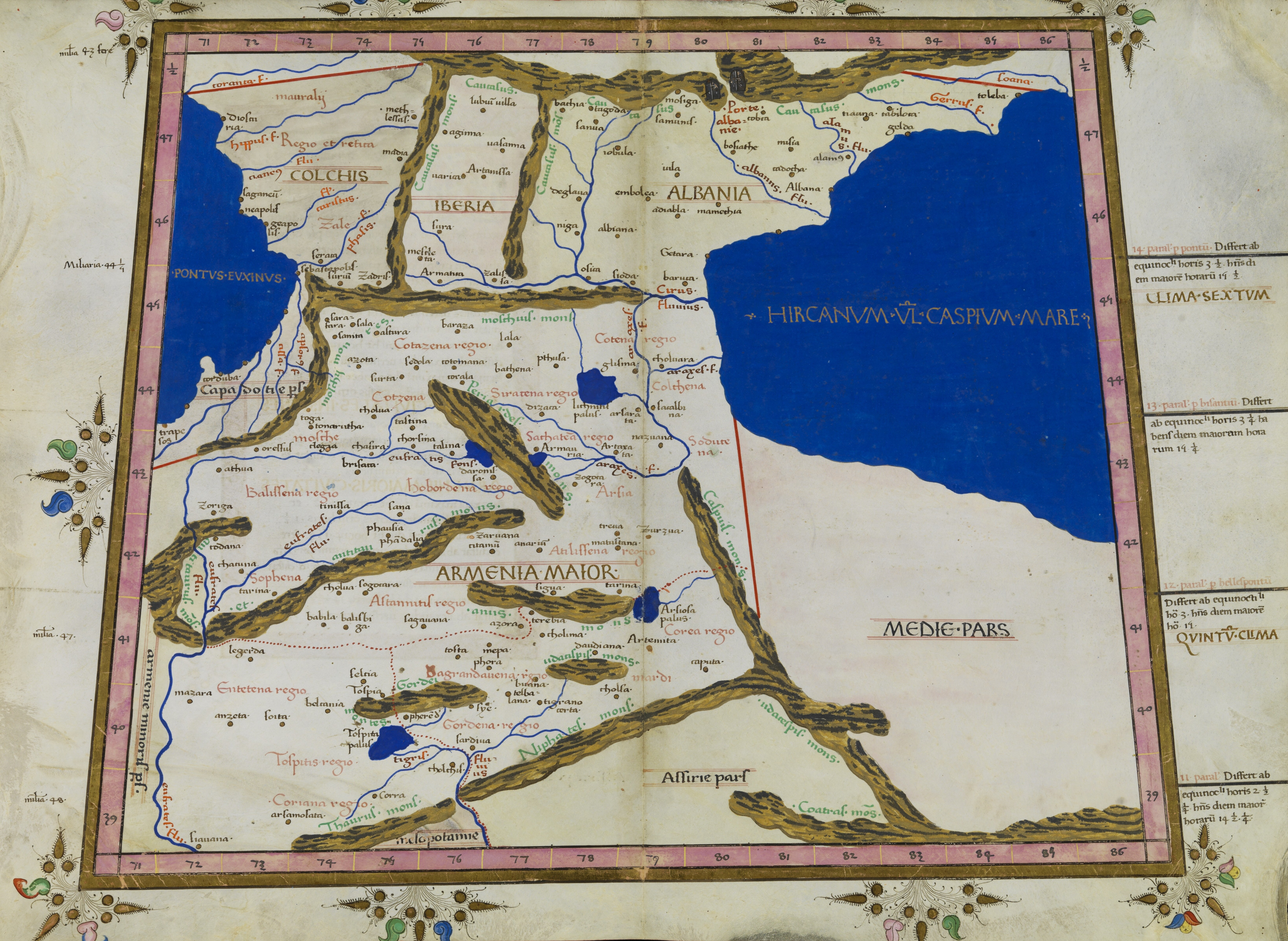
سیستم کوهستان ضد تائوروس روی نقشه ارمنr

## آب و هوای ضد تائوروس

مناطق شرقی و ضد تائوروس ، مناطق آب و هوایی ارتفاعات ارمنستان را تقسیم می کنند

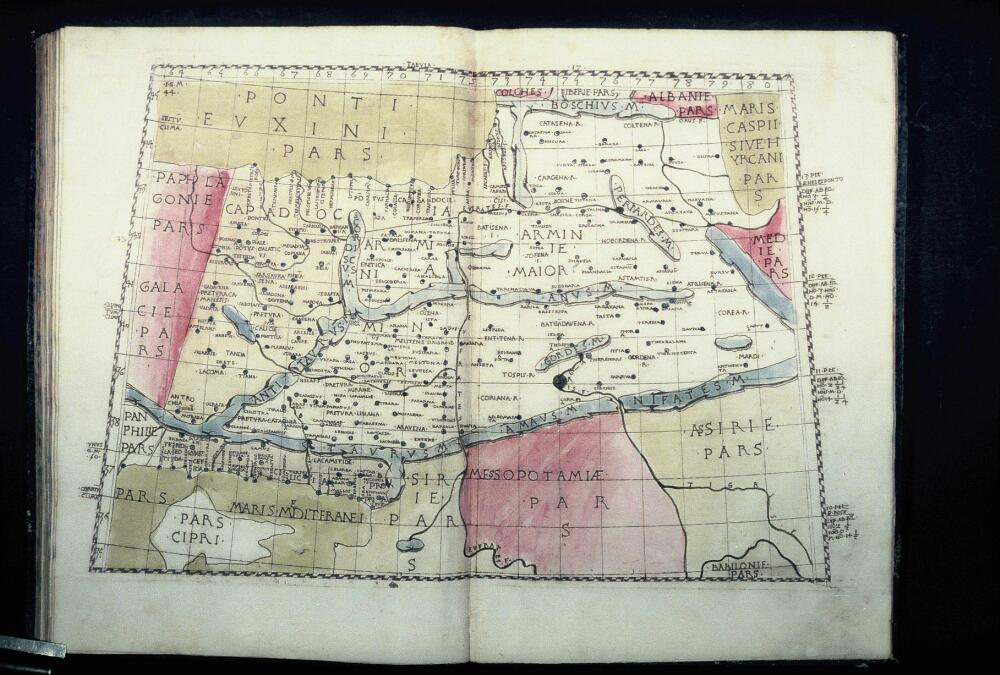
ترکی شرقی و ارمنستان

ناحیه ضد تائوروس شرقی ارتفاعات ارمنستان را به دو منطقه آب و هوایی تقسیم می کند: منطقه آب و هوای خشک کوههای تورید و منطقه آب و هوای مرطوب شمالی غرب ماورا قفقاز.

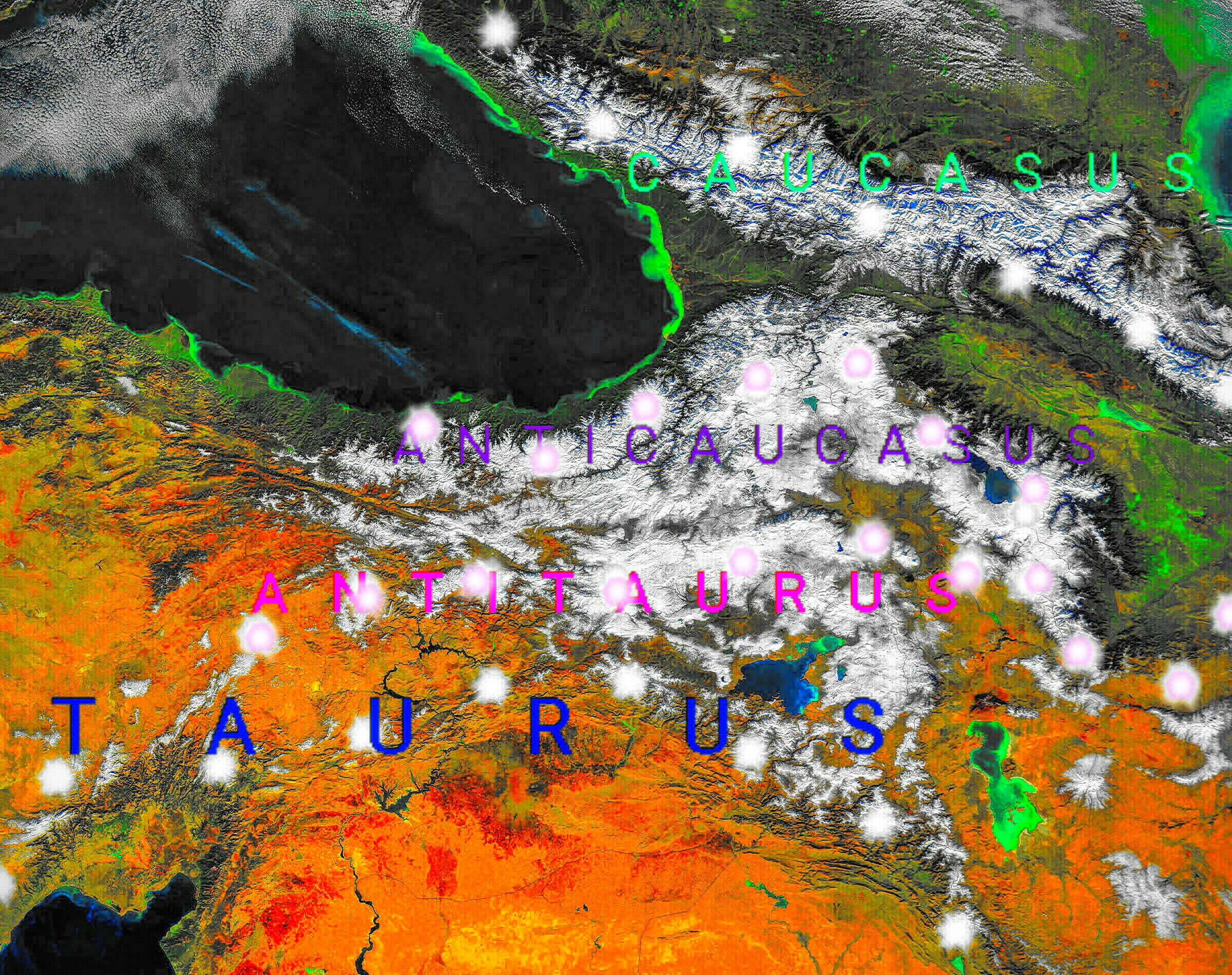
ارتفاعات ارمنستان و کوههای قفقاز

## در جغرافیای تاریخی و مردم نگاری سیاسی
استرابون در مورد ضد تائوروس غربی گفت، با رسیدن به قله‌های خود می‌توانید هر دو دریا (مدیترانه و سیاه) را ببینید که شبه جزیره آسیای صغیر را شسته‌اند.

دامنه‌های شمالی ضد توروس تا زمان نسل‌کشی ارامنه در سال ۱۹۱۵ در امپراتوری عثمانی و ماوراca قفقاز، یکی از مناطق اصلی تمرکز جمعیت ارمنی در ارمنستان غربی بود. 

نقشه قوم نگاری شرق ترکیه در آسیا، سوریه و غرب ایران، ۱۹۱۰